# ゲイエティ・シアター (ダブリン)
- ゲイエティ・シアター
- ゲイエティ劇場
- ガイエッティー・シアター

ゲイエティ・シアター (英語: Gaiety Theatre) はアイルランド共和国ダブリンのサウス・キング・ストリートにある劇場である。グラフトン・ストリートから少し入ったところにあり、セント・スティーブンス・グリーンに近い。1871年に杮落とししたオペラやミュージカルの公演が中心の劇場であるが、ダンスやストレートプレイなども上演する。ダブリンで最も古くから同じ建物で継続的に稼働している劇場であり、ヴィクトリア朝建築の特徴を多く保持している建物は地元のランドマークとしてよく知られている。

## 来歴

### ヴィクトリア朝
ゲイエティ劇場は、ジョンとマイケルのガン兄弟が新しい劇場を作ろうと考えたことから始まった。ふたりはグラフトン・ストリートで楽譜や楽器を扱う音楽専門店を営んでいたスコットランド系の一家の息子であった。1871年4月に、ふたりはサウス・キング・ストリートの以前は食料品店やパン屋があった場所を21年間ライセンス契約で使用する許可を受けた。
ガン兄弟は劇場建築の経験が豊富なチャールズ・J・フィップスを雇った。フィップスは直前の1868年にロンドンでゲイエティ・シアターを完成させており、ダブリンの新しい劇場の名前とホールのレイアウトはこの劇場に倣うことになった。劇場はビルマのチーク材、ロシアのオーク材、イギリスの鋳鉄などを使って作られた。観客収容人数は4階建て2000人で、平土間後方席（1階ピット）は21列、バルコニー席は7列、ファースト・サークルは6列、アンフィシアターは2列、最上階のギャラリーは9列であった。この他に14個の特別ボックス席があった。収容人数を増やすため、当時としては革新的であった上げ起こし式の椅子を設置し、消防用の給水本管や、木材を避けて石で作った階段などの防火設備を備えていた。
劇場建設には26,000ポンドかかった。建築はたった28週間で終わった。ゲイエティ・シアターは1871年11月27日に杮落としした。初日にはアイルランド総督である第5代スペンサー伯爵ジョンが名誉来賓として出席し、オリヴァー・ゴールドスミスの喜劇『負けるが勝ち』と、Indian Princess; or, La Bell Savageのバーレスク版の2本立て上演が行われた。
ゲイエティは音楽を伴う喜劇的な演目をよく上演していた。1873年の年末にはクリスマスのパントマイム上演を始めて行った。1876年にはドイリー・カルト・オペラ劇団がゲイエティを訪れ、それ以降も数回来訪してサヴォイ・オペラを上演している。
1877年にジョンが亡くなり、マイケルがひとりで劇場を運営することになった。1880年にはマイケルも事業にかかわっていたダブリンのシアター・ロイヤルが火事で焼けてしまい、ゲイエティはダブリンの主要な劇場とみなされることになった。
新劇場建築にあたり、ガン兄弟は初めから自前の劇団やレパートリーを持たず、巡業する劇団を迎えて上演することを想定していた。ゲイエティ劇場はさまざまな有名俳優を迎えた公演を行った。1881年にはフランスのスター女優であったサラ・ベルナールが初めてゲイエティの舞台に立ち、その後も数回ゲイエティを訪れて公演を行った。1882年にはアメリカの有名スターであったエドウィン・ブースが出演し、1週間にわたってさまざまなシェイクスピア劇を演じた。1884年には『オセロー』の新解釈で一世を風靡したイタリアのトンマーゾ・サルヴィーニがゲイエティでこの当たり役を披露している。
1883年に建築家のフランク・マッチャムがゲイエティ・シアターを拡張した。この際にバロック風の装飾が取り入れられた。
1896年11月28日には開館25周年の記念イベントが行われた。

### 20世紀前半

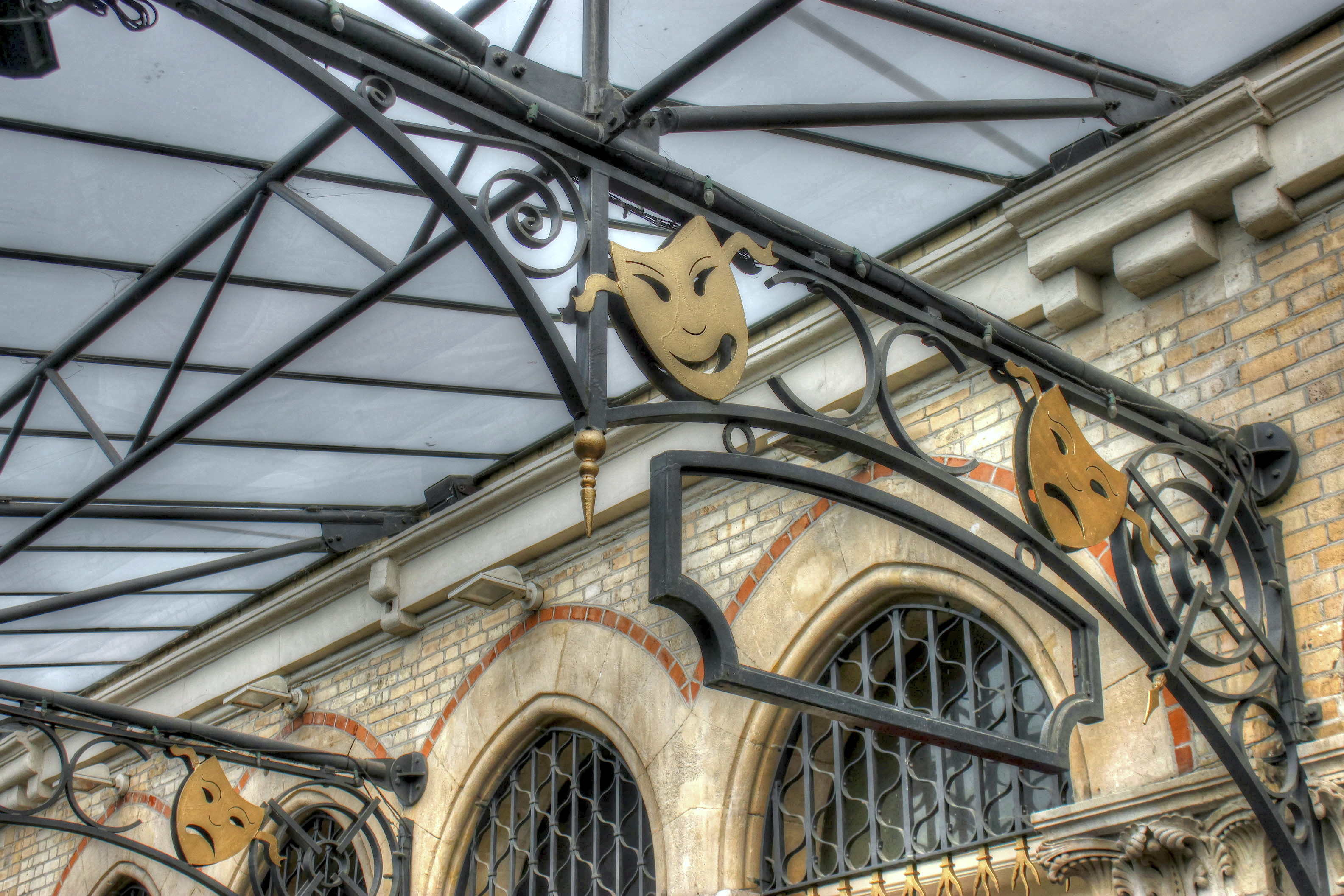
ゲイエティ・シアターの張り出し屋根の下にある、喜劇と悲劇を象徴する仮面

ゲイエティではアイルランドの作品も上演されていた。アイルランド文芸協会はアビー劇場ができる前にはゲイエティで上演を行っていたことがある。1910年にはロバート・オドワイヤーにより、アイルランド人作曲家による初めての本格的なアイルランド語オペラである『エンヤ』がゲイエティで上演された。1911年には独立運動家のコンスタンツ・マルキエビッチが女優としてゲイエティの舞台に立っている。1912年には建築家のチャールズ・H・アッシュワースがファサードの改修を行っている。
1920年代から30年代にかけてのゲイエティ劇場はもっぱら有名俳優の巡業先という位置づけであった。しかしながら1930年代半ばのゲイエティの収益状況はあまり良くなく、新しい風潮にあわせて1936年2月には初めてヴォードヴィルが上演された。

### ルイス・エリマン
1936年にパトリック・ウォールとルイス・エリマンがゲイエティ劇場を買うこととなった。エリマンが中心となって運営にてこ入れが行われた。この年の8月、新体制のもとで改修した劇場が新規開館し、ミュージカルなどが上演された。エリマンのもとでは地元の役者を使った公演が実施され、第二次世界大戦も上演を継続した。第二次世界大戦の頃から、ゲイト・シアターの経営陣であったヒルトン・エドワーズやミホル・マクリアモルもゲイエティ劇場でのプロダクションにかかわるようになった。
1946年には開館75周年として、杮落としの際と同じ演目である『負けるが勝ち』が上演された。1950年代はダンスの上演も多く行われた。1953年にはシリル・キューザック主演でジョン・ミリントン・シングの『西の国のプレイボーイ』が上演され、1955年にはショーン・オケーシーの新作『ビショップのかがり火』初演が行われた。1955年にはギャラリー席がなくなり、収容人数が減ることとなった。1959年にはJ・P・ドンレヴィーの『赤毛の男』が上演されたが、当時としては物議を醸すような内容であったため、カトリック教会の介入により公演は途中で中止されることになってしまった。
1960年代初頭には数々のオペラのスターがゲイエティに出演した。1962年にはルチアーノ・パヴァロッティがゲイエティに出演し、『リゴレット』のマントヴァ公爵を演じた。
1964年にはブレンダン・ビーアンの『ヒトジチ』がアイルランド語で上演された。同年にブライアン・フリールの『さあ行くぞ、フィラデルフィア！』がゲイエティで初演された。

### イーモン・アンドルーズ・スタジオズ

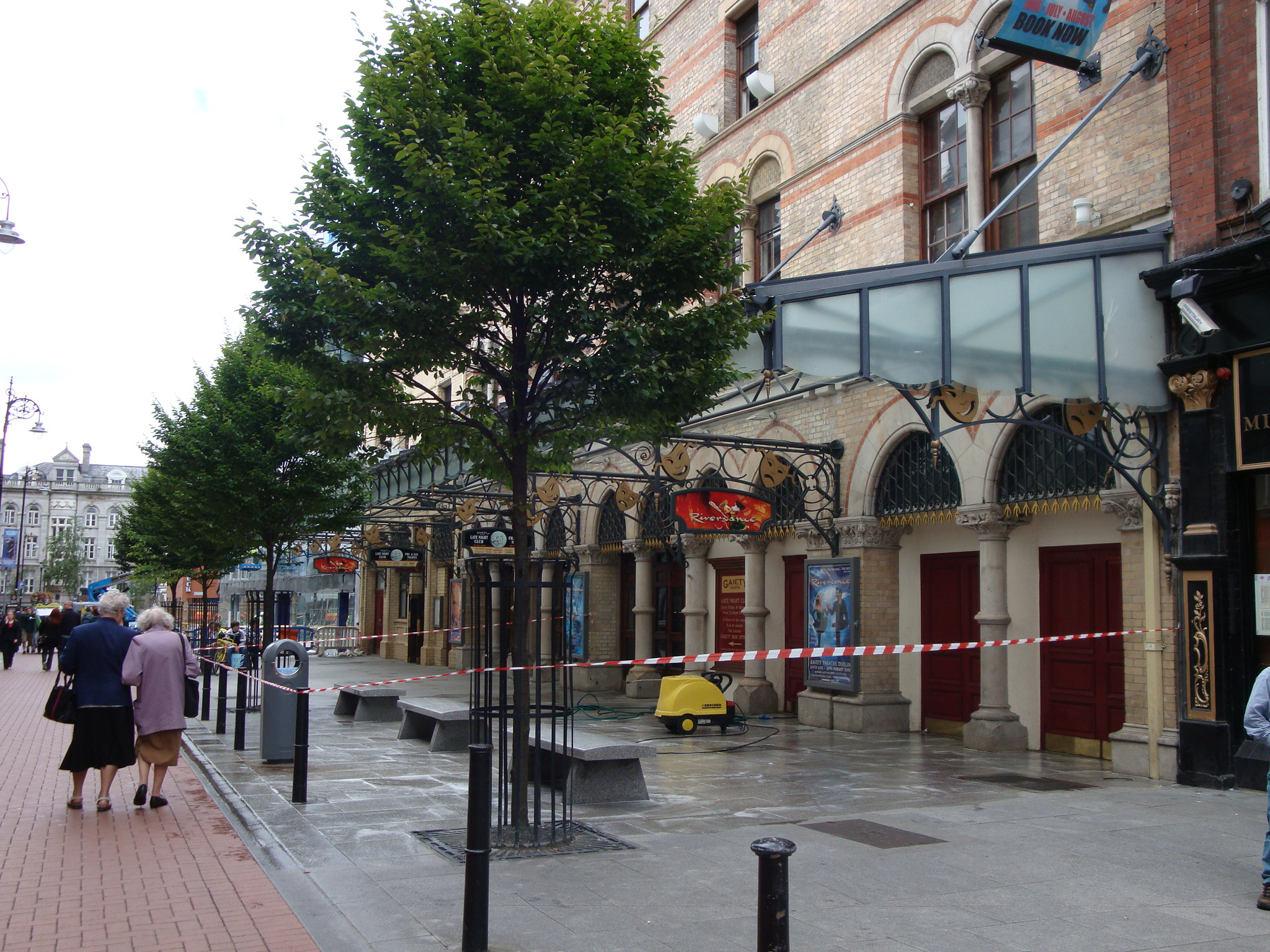
グラフトン・ストリート側から見たゲイエティ・シアター

エリマンは1965年にゲイエティを手放した。フレッド・オドノヴァンとイーモン・アンドルーズによるイーモン・アンドルーズ・スタジオズが劇場を買い取った。それまでラジオ業界で働いていたオドノヴァンはその後18年間にわたって劇場のマネージングディレクターをつとめ、他のダブリンの劇場が1960年代末から1970年代にかけて次々と閉館する中、ゲイエティを守り続けた。
1966年にはピーター・オトゥール主演でショーン・オケーシー作『ジュノーと孔雀』が上演された。1971年にはゲイエティは100周年を迎え、政治家であるコナー・クルーズ・オブライエンの戯曲Murderous Angelsがゲイエティで初演された。1971年に行われた第16回ユーロビジョン・ソング・コンテストはゲイエティで行われたが、これはユーロビジョン・ソング・コンテストがアイルランドで行われた初めての機会であった。

### 財政難と売却
1983年にイーモン・アンドルーズ・スタジオズは財政難により、廃業を検討することとなった。この時、ゲイエティの建物は相当に傷んでいたが、建物の法律上の所有者であるジョゼフ・マーフィは劇場の運営には一切かかわっていなかった。ゲイエティ劇場はこの時点ではアイルランドの重要な文化施設と見なされるようになっており、運営に関する問題がドイル・エアランでもとりあげられた。1984年にイーモン・アンドルーズ・スタジオズは劇場を手放したが、以前から劇場にかかわっていたスタッフを含めたゲイエティステージ・プロダクションズが運営を引き継ぐことになった。ゲイエティ劇場は大幅な改修を行ったのちに再開し、美術展やランチタイム公演などの新しい企画が導入された。1986年からは以前はアビー劇場の芸術監督であったジョン・ダウリングがゲイエティのマネージング・ディレクターになった。
1988年に劇場の建物が売却され、ジェリー・オライリーがオーナーとなった。1989年にはダウリングがゲイエティを離れ、グラウンドワーク劇団が劇場の運営にかかわるようになった。
1995年にはポイント劇場で上演された『リバーダンス』がダブリンを席巻したため、ゲイエティで上演されるミュージカルから客足が遠のいてしまった。財政難により1996年にはイギリスの会社であるブレイク・フォー・ザ・ボーダーに劇場が売却され、初めてゲイエティのオーナーがアイルランド人ではなくなった。ダブリン出身のジョン・コスティガンが運営を任されることになった。

### デズモンド一家

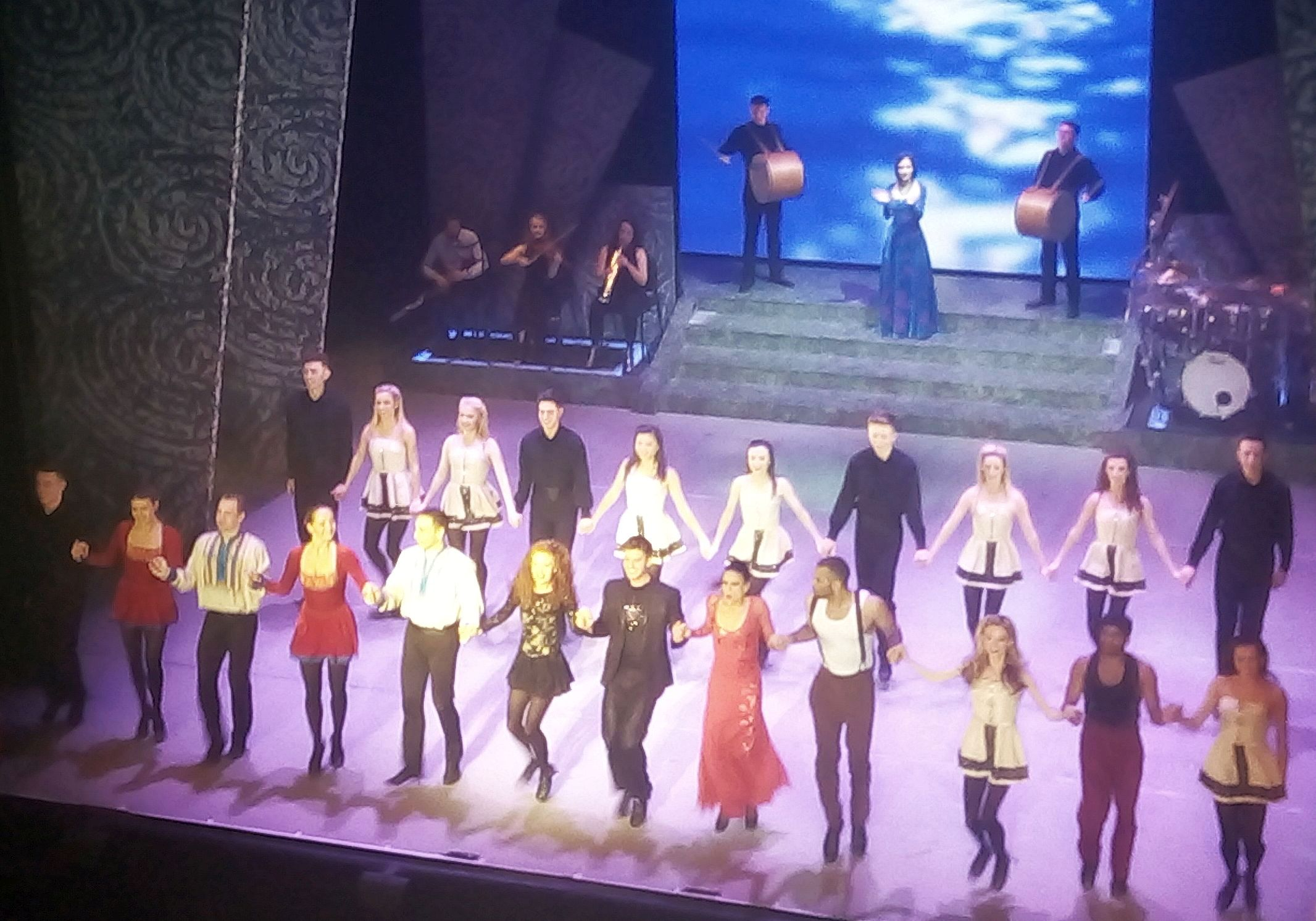
2019年、ゲイエティ・シアターで上演された『リバーダンス』のキャストによるカーテンコール

1990年代の末にデニス・デズモンドと妻キャロラインが所有する音楽プロモーターのMCDが劇場を購入した。ゲイエティはしばらくの間あまり運営が安定していなかったが、エンタテイメント業界で長く働いていた経験のあるデズモンド夫妻がオーナーになったことにより、比較的安定した運営が見込めるようになった。2003年には劇場の改修が行われた。
2004年からは『リバーダンス』の夏公演がゲイエティで行われることになった。同年末にはU2の楽曲 "Sometimes You Can't Make It on Your Own" のビデオがゲイエティで撮影されたが、これはボノの父ボブ・ヒューソンが地元の音楽協会に所属しており、この劇場で歌ったことがあるためである。
2020年には新型コロナウイルス感染症の世界的流行により、毎年恒例のクリスマスパントマイムを中止することになった。

## 建物

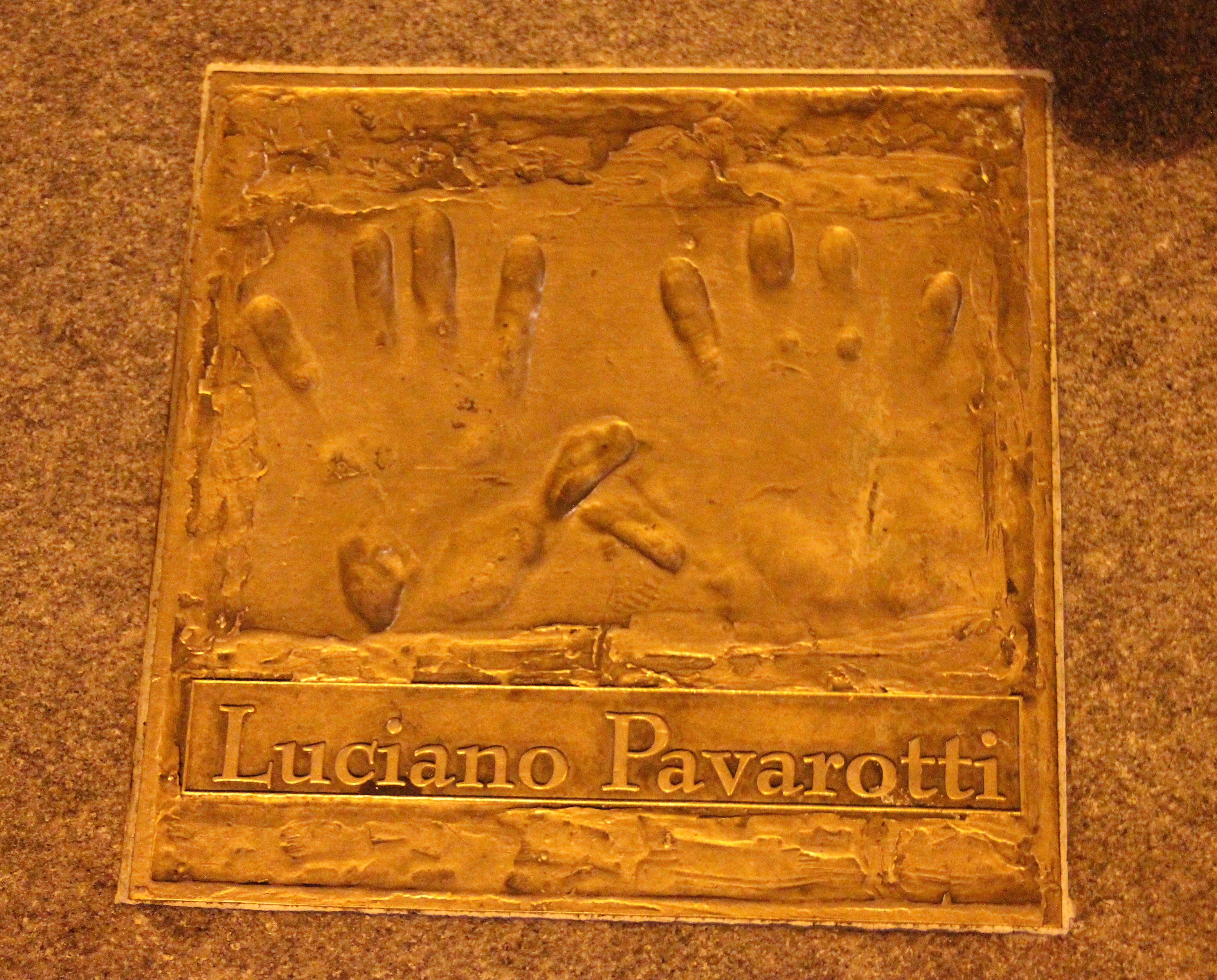
劇場外にあるパヴァロッティの手型

チャールズ・J・フィップスによって設計された、大陸ヨーロッパのオペラハウスに倣った建物である。公共スペースの改良や舞台の改造は行われているものの、ゲイエティ・シアターはヴィクトリア朝建築の特徴を残している。フィップスの時代に作られたロココ風の石膏細工の装飾が21世紀まで残っている。
ポドル川のすぐそばに建っているため、湿気に悩まされることが多かった。湿気のためにネズミも出没しており、ネコを飼うことで対策していた。スパイク・ミリガンが1990年代にゲイエティに出演した際にはネコのボビーが舞台に上がってしまい、ミリガンも観客も面白がったという。
ゲイエティ劇場にかかわったことのある劇作家やパフォーマーのブロンズ手型が劇場の張り出し屋根の下の舗装道路に並べられている。ルチアーノ・パヴァロッティやブライアン・フリールなどの手型がある。

## 受容
ダブリンで最も長く同じ建物で継続的に稼働している劇場である。長い歴史を有するため、「サウス・キング・ストリートの堂々たる老貴婦人」と呼ばれ、ダブリンの「国民的ランドマーク」のひとつと見なされている。
1874年以降、毎年クリスマスパントマイムを上演していることで知られている。ただし新型コロナウイルス感染症の世界的流行のために2020年は上演できず、予定されていた『人魚姫』のパントマイムは2021年に延期された。